# Ганс Якоб (есперантист)
Ганс Якоб Ноц (нім. Hans Jakob Notz; 15 грудня 1891, Гайдельберг — 1967, Женева, Швейцарія) — швейцарський есперантист німецького походження.

## Біографія
Народився в Гайдельберзі, навчався торговельній справі. Ще студентом, в 1909 році вступив до Всесвітньої асоціації есперанто (UEA), й у 1912 році переїхав з Німеччини до Женеви, де прожив до кінця життя.
У Женеві активно долучився до діяльності штаб-квартири UEA, і з 1920 по 1934 роки очолював дану організацію: в 1920—1924 роках як генеральний секретар (згідно зі Статутом, який діяв на той час), в 1924—1934 — був генеральним директором UEA. На цій посаді вів велику організаційну та видавничу роботу, брав участь у більшості всесвітніх конгресів есперантистів й інших есперанто-заходах. Зібрав велику особисту бібліотеку. Редагував альманах Jarlibro і журнал UEA Esperanto, написав велику кількість статей, включаючи статті до Енциклопедії есперанто (1934) під псевдонімом «George Agricola». Особливо значимою є його стаття «Esperantistaj Problemoj», в якій він аналізує становище міжнародного есперанто-руху.
У 1934 році на 26-му Всесвітньому конгресі есперантистів в Стокгольмі пішов у відставку з поста директора UEA на знак протесту.
Після розколу UEA 1936 року, Якоб із групою однодумців намагався перешкодити через суд перенесення штаб-квартири UEA до Великої Британії, однак ця спроба виявилася безуспішною. Після того, як UEA розділилися на дві гілки з окремими штаб-квартирами, відповідно, в Женеві і Геронсгейті поблизу Лондона, Якоб працював у «Женевській UEA», і в 1942 році увійшов до складу Женевського правління UEA 1939—1947 років. Після об'єднання двох есперанто-асоціацій в 1947 році, Ганс Якоб увійшов до складу правління оновленої UEA і знову став редактором журналу Esperanto. У 1955 році він пішов у відставку з усіх посад на знак протесту, але, тим не менш, був удостоєний звання «почесний редактор».
У 1960 році тогочасне керівництво UEA розпочало судове переслідування Якоба за звинуваченням в отриманні надмірних доходів від UEA. Після його смерті в 1967 році, UEA отримала частину його статків в рахунок позову.
Г. Якоб був двічі одружений, мав дочку. Був членом соціал-демократичної партії Швейцарії.

## Публікації
- Universala Esperanto-Asocio 1908—1933: Historia skizo, Женева, 1934
- Servisto de l 'ideo: 50 jaroj cxe Universala Esperanto-Asocio / 1908—1958; історія UEA з автобіографічними даними (бл. 1958). (Видання під редакцією М. Феттеса, видано Есперанто-лігою Фландрії в 1995 році.)